# Eupogonius
Eupogonius is een kevergeslacht uit de familie van de boktorren (Cerambycidae). De wetenschappelijke naam van het geslacht werd voor het eerst geldig gepubliceerd in 1852 door LeConte.

## Soorten
Eupogonius omvat de volgende soorten:
- Eupogonius affinis Breuning, 1942
- Eupogonius albipilis Breuning, 1955
- Eupogonius annulicornis Fisher, 1926
- Eupogonius apicicornis Bates, 1885
- Eupogonius arizonensis Knull, 1954
- Eupogonius bierigi Melzer, 1933
- Eupogonius brevifasciata Galileo & Martins, 2009
- Eupogonius columbianus Breuning, 1942
- Eupogonius comus Bates, 1885
- Eupogonius cryptus Hovore, 1990
- Eupogonius cyaneus Zajciw, 1962
- Eupogonius dubiosus (Breuning, 1942)
- Eupogonius flavocinctus Bates, 1872
- Eupogonius flavovittatus Breuning, 1942
- Eupogonius fulvovestitus Schaeffer, 1905
- Eupogonius fuscovittatus Breuning, 1974
- Eupogonius griseus Fisher, 1926
- Eupogonius hagmanni Melzer, 1927
- Eupogonius haitiensis Fisher, 1935
- Eupogonius infimus (Thomson, 1868)
- Eupogonius intonsus Martins & Galileo, 2012
- Eupogonius knabi Fisher, 1925
- Eupogonius laetus Bates, 1885
- Eupogonius lanuginosus (Chevrolat, 1862)
- Eupogonius lateralis Martins & Galileo, 2009
- Eupogonius lineolatus Melzer, 1933
- Eupogonius longipilis Bates, 1880
- Eupogonius maculicornis (Chevrolat, 1862)
- Eupogonius major Bates, 1885
- Eupogonius microphthalmus Breuning, 1943
- Eupogonius nigrinus (Bates, 1866)
- Eupogonius nigritarsis Fisher, 1926
- Eupogonius pauper LeConte, 1852
- Eupogonius petulans Melzer, 1933
- Eupogonius piceus (Fisher, 1936)
- Eupogonius pilosulus (Chevrolat, 1862)
- Eupogonius pubescens LeConte, 1873
- Eupogonius pubicollis Melzer, 1933
- Eupogonius scutellaris Bates, 1885
- Eupogonius stellatus Chemsak & Noguera, 1993
- Eupogonius strandi Breuning, 1942
- Eupogonius subarmatus (LeConte, 1859)
- Eupogonius subnudus Bates, 1885
- Eupogonius subtessellatus Melzer, 1933
- Eupogonius superbus (Zayas, 1975)
- Eupogonius tomentosus (Haldeman, 1847)
- Eupogonius triangularis Linsley, 1935
- Eupogonius ursulus Bates, 1872
- Eupogonius vandykei Linsley, 1935
- Eupogonius vittipennis Bates, 1885
- Eupogonius wickhami Fisher, 1935
- Eupogonius yeiuba Martins & Galileo, 2005